# Rainer Bretschneider
Rainer Bretschneider (* 13. Dezember 1948 in Hagen) ist ein deutscher politischer Beamter. Er war seit Januar 2013 als Staatssekretär Flughafenkoordinator in der Brandenburger Staatskanzlei. Ende Juni 2018 ging er in den Ruhestand, blieb aber Vertreter Brandenburgs im und Vorsitzender des Aufsichtsrats der Flughafen Berlin Brandenburg GmbH.

## Leben
Nach der Schule studierte Bretschneider von 1969 bis 1974 Rechtswissenschaften in Münster. Seine Referendariatszeit verbrachte er im Bezirk des Oberlandesgerichtes Hamm, 1977 schloss er das zweite juristische Staatsexamen ab. Anschließend stieg er in die Landesverwaltung Nordrhein-Westfalens ein, wo er von 1977 bis 1990 im Ministerium für Wirtschaft, Mittelstand und Verkehr bzw. Technologie arbeitete.
Nach der Wende leistete das Land Nordrhein-Westfalen Hilfe beim Aufbau der Landesverwaltung in Brandenburg. Bretschneider kam 1990 als Gründungsbeauftragter für den Aufbau des Ministeriums für Stadtentwicklung, Wohnen und Verkehr nach Brandenburg. Von 1990 bis 2004 war er Leiter der Abteilung Grundsatzangelegenheiten, danach bis 2007 ebenfalls als Abteilungsleiter verantwortlich für Verkehrspolitik im selben Haus (ab 2004 Ministerium für Infrastruktur und Raumordnung).
Rainer Bretschneider ist verheiratet und hat zwei Kinder. Er wohnt in Potsdam.

## Politik
2008 stieg Bretschneider zum Staatssekretär im von Reinhold Dellmann (SPD) geführten Ministerium für Infrastruktur und Raumordnung auf. Nach der auf die Landtagswahl 2009 folgenden Regierungsneubildung wurde er von Jörg Vogelsänger (SPD) als Staatssekretär abgelöst. Dieser hatte bei der zeitgleich mit der Landtagswahl stattfindenden Bundestagswahl 2009 den Wiedereinzug in den Bundestag verfehlt.
Nach dem Rücktritt Jutta Lieskes im Februar 2010 rückte Vogelsänger in das Kabinett auf; der für seine Verwaltungserfahrung geschätzte Bretschneider kehrte in seine Funktion als Staatssekretär in das um den Aufgabenbereich Landwirtschaft erweiterte Ministerium für Infrastruktur und Landwirtschaft zurück.
Im Zusammenhang mit den Problemen beim Bau des Flughafens Berlin Brandenburg wurde er im Januar 2013 als Staatssekretär in die Staatskanzlei des Landes Brandenburg versetzt und führte dort bis 2018 als Flughafenkoordinator eine Arbeitseinheit, die sich ausschließlich mit dem Thema Flughafen und Flughafenbau beschäftigt. Seine Nachfolge im brandenburgischen Ministerium für Infrastruktur und Landwirtschaft trat am 30. Januar 2013 Kathrin Schneider an.